# قوشابلاغ (گدابیگ)
قوشابلاغ (به لاتین: Qoşabulaq) یک منطقه مسکونی در جمهوری آذربایجان است که در شهرستان گدابیگ واقع شده است. قوشابلاغ ۲۲۲۴ نفر جمعیت دارد.